# Das verlorene Paradies (Film)
Das verlorene Paradies ist ein deutsches Emanzipations-Stummfilmdrama aus dem Jahre 1917 von Alfred Halm mit Mady Christians und Erich Kaiser-Titz in den Hauptrollen.

## Handlung
Im Mittelpunkt der Handlung steht die Fabrikantentochter Edith Bernardi, die von ihren Eltern mit abgöttischer Liebe großgezogen wird, um sie von allem Bösen fernzuhalten. Es ist für Edith ein Leben wie im Paradies. Dieses Paradies findet sein abruptes Ende, als sie den jungen Ingenieur Hans Arndt, den Assistenten von Prof. Ottendorf, kennenlernt, der sie erstmals mit den rauen Seiten des Lebens konfrontiert. Diese Erfahrungen rufen in ihr entscheidende Veränderungen hervor.
Sie beginnt sich für die Nöte ihrer Mitmenschen zu interessieren und legt all ihren Egoismus ab. Aus dem verwöhnten Prinzesschen wird eine mitfühlende junge Frau, die sich für die Erfüllung der berechtigten Forderungen der Arbeiter nach höheren Löhnen in der väterlichen Firma einsetzt. Nach Ottendorfs Tod veranlasst Edith ihren Vater, den Großindustriellen Julius Bernardi, Hans in seiner Firma als Direktor einzustellen. Edith beginnt sich zu emanzipieren und trennt sich von ihrem Verlobten Richard Ottendorf, dem Sohn des verstorbenen Professors, als sie dessen Egoismus und Herzlosigkeit erkennt. Stattdessen finden sie und Hans zusammen.

## Produktionsnotizen
Das verlorene Paradies wurde im November oder Dezember 1917 in den Kammerlichtspielen am Potsdamer Platz uraufgeführt. Der mit Jugendverbot belegte Film besaß vier Akte und war in Österreich-Ungarn, wo er am 28. Dezember 1917 uraufgeführt wurde, rund 1500 Meter lang.

## Kritik
„Nur zögernd hat Ludwig Fulda, der nun gleichzeitig im Burgtheater und im Kino aufgeführt wird, seine Einwilligung zur Verfilmung seines Romans gegeben, denn er war kein Anhänger des Kinos, als er jedoch Mady Christians in der Rolle der Edith Bernardi, der Hauptperson dieses Stückes sah, da waren mit einem Schlage alle seine Bedenken geschwunden… (…) Bruno Kastner, Ernst Stahl-Nachbaur und die übrigen Mitwirkenden boten alle ihr Bestes. Auch Regie und Photographie sind völlig einwandfrei, so daß der Film sich eines starken Erfolges beim Publikum erfreuen dürfte.“

Paimann’s Filmlisten resümierte: „Stoff, Photos und Szenerie sehr gut, Spiel ausgezeichnet.“